# Zumsteinspitze
Zumsteinspitze is een 4563 meter hoge top in het bergmassief van de Monte Rosa op de grens van Italië en Zwitserland.
De berg behoort tot de 82 vierduizenders van de Alpen. De Zumsteinspitze ligt tussen de Dufourspitze (4634 m) en de Signalkuppe (Italiaans: Punta Gnifetti, 4556 m).

## Geschiedenis
Op 30 juli 1820 vertrok een tiental personen uit Gressoney om "de hoogste Monte Rosa-top" te beklimmen. Ook zouden ze proberen definitief vast te stellen of er nu wel of niet een paradijselijk, "verloren dal", tussen de gletsjerstromen aan de andere zijde van de Monte Rosa verscholen lag. Tot de groep behoorden bosinspecteur Joseph Zumstein, goudmijneigenaar Johann Niklaus Vincent (die een jaar eerder als eerste de top van de naar hem genoemde Piramide Vincent (4215 m) bereikt had), zijn broer Joseph Vincent, ingenieur Molinatti, gemsjager Castel en enkele dragers. Ze namen een tent, dekens, brandhout, touwen, ladders, eten en drinken, enkele meetinstrumenten (waaronder een barometer en theodoliet) en een ijzeren kruis mee.
De eerste nacht sliepen ze in een mijnhut van Johann Niklaus, ongeveer op de vegetatiegrens. Via de Indren-, de Garstelet- en de Lysgletsjer klauterden en liepen ze de volgende dag naar het Lysjoch (4248 m). In noordwestelijke richting kijkend herkenden de expeditiedeelnemers het bovenste deel van het Mattertal. De legende van Het Verloren Dal was nu definitief ontmaskerd.
Die nacht sliepen ze, beschut tegen de wind, in een tent op de bodem van een diepe, "verschrikkelijk mooie" gletsjerspleet op ongeveer 4200 meter hoogte. Pas toen om half acht 's ochtends de eerste zonnestralen de gletsjer streelden vertrok het gezelschap en bereikte na een klim van anderhalf uur de Colle Gnifetti (4454 m). De ontzagwekkende, 2500 meter diepe afgrond van de Monte Rosa-oostwand, ontvouwde zich.
In het spoor van Castel, die treden hakte in het ijs, klommen de gebroeders Vincent en Zumstein over de graat in de richting van de ruim honderd meter hogere bergtop. De laatste meters, over de rotsen, klauterde Joseph Vincent sneller dan de anderen. Aangekomen op de top jubelde hij: "Leve onze koning! Leve alle begunstigers van de wetenschap!" Ook zijn broer, Zumstein en de anderen bereikten een voor een de top. Molinatti, die min of meer omhoog werd gesleept, kwam als laatste op het hoogste punt. Zijn zware hoekmeetinstrument was voor niets naar boven gesjouwd, omdat wolken de omringende toppen bedekten.
Nu zagen de klimmers ook dat de berg die ze zojuist hadden beklommen, níet de hoogste Monte Rosa-top was; een eindje noordelijker verhief zich een steile rotswand met een top die duidelijk een meter of zeventig hoger reikte.
Men stelde vast dat deze "Hoogste Top" (later Dufourspitze genoemd) onbeklimbaar moest zijn en besloot het meegenomen kruis ter plekke in de rotsen te slaan. De in het kruis gebeitelde initialen van de eerstbeklimmers N.V., A.V. en J.Z. bleven juist zichtbaar.
Bij het laatste daglicht bereikte het gezelschap de mijnhut die ze ook op de heenweg hadden gebruikt. Zonder problemen daalden de expeditiedeelnemers de volgende dag af naar het dal. De top zou "Cime de la belle Alliance" worden genoemd, als bevestiging van de goede samenwerking tussen Zumstein en de gebroeders Vincent.
Joseph Zumstein, die ook corresponderend lid van de "Koninklijke Academie van Wetenschappen" in Turijn was, regelde het echter anders. Op zijn initiatief werd de berg Zumsteinspitze genoemd.
De gebroeders Vincent hebben hem deze bergpiraterij hun leven lang kwalijk genomen.

## Route
Tegenwoordig volgen de meeste beklimmers van de Zumsteinspitze vanaf de Italiaanse berghut Capanna Gnifetti (3611 m) nog steeds de route van de gebroeders Vincent en Zumstein. Op 45 minuten loopafstand van de top van de Zumsteinspitze, boven op de Signalkuppe / (Punta Gnifetti), ligt de hoogst gelegen berghut van de Alpen: Capanna Regina Margherita (4556 m).